# منطقة إيشتيت
مِنطقَة إيشتيت (بالأَلمانِيَّة: Landkreis Eichstätt) هي دائِرَة أَلمانِيَّة تَّابعة لمُحافظة باڤارِيا العُليَا في وِلاَية باڤارِيا في جُمهُوريَّة أَلمَانيَا الاِتّحاديّة. بمِساحة تُقَدَّر بحَوالَي 1.214,06 كم².

## وصلات خارجية
- الصّفحة الرّسميّة لإيشتيت (بالألمانية)